# Shūgiin-Wahl 2000
- KPJ: 20
- SDP: 19
- DPJ: 127
- LP: 22
- Sonst.: 1
- MnK: 5
- Unabh.: 15
- KP: 7
- Kōmeitō: 31
- LDP: 233

Die Shūgiin-Wahl 2000 war die 42. Wahl zum Shūgiin, dem japanischen Unterhaus, und fand am 25. Juni 2000 statt. Premierminister Yoshirō Mori hatte erst im April die Nachfolge des verstorbenen Keizō Obuchi angetreten. Schon vom ersten Tag an forderten die Opposition und linksliberale Medienkommentare Neuwahlen, um die Wahl Moris als LDP-Vorsitzender in einer Parlamentswahl durch das Volk bestätigen zu lassen.
Am 15. Mai hielt Mori eine Rede vor dem Shintō Seiji Renmei (神道政治連盟, abgekürzt, Shinseiren, dt. „Verband für Shintō-Politik“, engl. Shinto Association of Spiritual Leadership, SAS), einer der LDP nahestehenden religiös-nationalistischen Gruppierung. In seiner Rede bezeichnete Mori Japan als „Land der Götter mit dem Tennō im Zentrum“. Die Opposition sah das Prinzip der Trennung von Religion und Staat verletzt und in Meinungsumfragen sanken Moris Zustimmungswerte schlagartig. Am 2. Juni beantragte die Opposition im Shūgiin ein Misstrauensvotum gegen das Kabinett Mori. Gemäß Artikel 69 der japanischen Verfassung muss das Kabinett als Ganzes nach Annahme eines Misstrauensvotums zurücktreten, es sei denn, das Shūgiin wird innerhalb von zehn Tagen aufgelöst. Anstatt sich dem Votum zu stellen, löste Mori das Shūgiin auf: Unmittelbar nach der Aussprache wurde die Verkündung der Auflösung verlesen, so dass keine Abstimmung mehr stattfinden konnte.
Thema des äußerst kurzen Wahlkampfs war neben den zahlreichen umstrittenen Äußerungen Moris – am Vorabend der Wahl sagte er beispielsweise, er hoffe, dass viele der unentschlossenen Wähler nicht zur Wahl gehen würden – vor allem die Wirtschaftslage: Während die LDP-geführte Regierung für Infrastrukturprojekte und Konjunkturprogramme zur Belebung der Wirtschaft eintrat, forderte die Opposition eine Intensivierung der Reformen zur Deregulierung und Liberalisierung.
Im Februar war eine Verkleinerung der elf Verhältniswahlblöcke um insgesamt 20 auf 180 Sitze beschlossen worden. Die Wahlbeteiligung betrug 62,49 % bei der Direktwahl und 62,45 % bei der Verhältniswahl und erholte sich damit leicht von ihrem Rekordtief vier Jahre zuvor.
| Partei | Partei                                                        | Wahlkreise | Wahlkreise | Wahlkreise | Verhältniswahl | Verhältniswahl | Verhältniswahl | Sitze gesamt | Änderung         | Änderung                         |
| ------ | ------------------------------------------------------------- | ---------- | ---------- | ---------- | -------------- | -------------- | -------------- | ------------ | ---------------- | -------------------------------- |
| Partei | Partei                                                        | Stimmen    | Anteil     | Sitze      | Stimmen        | Anteil         | Sitze          | Sitze gesamt | zur letzten Wahl | zur Zusammensetzung vor der Wahl |
|        | Liberaldemokratische Partei (LDP)                             | 24.945.806 | 40,97 %    | 177        | 16.943.425     | 28,31 %        | 56             | 233          | −6               | −38                              |
|        | Kōmeitō                                                       | 1.231.753  | 2,02 %     | 7          | 7.762.032      | 12,97 %        | 24             | 31           | (+31)            | −11                              |
|        | Konservative Partei                                           | 1.230.464  | 2,02 %     | 7          | 247.334        | 0,41 %         | 0              | 7            | (+7)             | −11                              |
|        | Demokratische Partei (DPJ)                                    | 16.811.732 | 27,61 %    | 80         | 15.067.990     | 25,18 %        | 47             | 127          | (+75)            | +32                              |
|        | Liberale Partei                                               | 2.053.736  | 3,37 %     | 4          | 6.589.490      | 11,01 %        | 18             | 22           | (+22)            | +4                               |
|        | Kommunistische Partei Japans (KPJ)                            | 7.352.843  | 12,08 %    | 0          | 6.719.016      | 11,23 %        | 20             | 20           | −6               | −6                               |
|        | Sozialdemokratische Partei (SDP)                              | 2.315.234  | 3,80 %     | 4          | 5.603.680      | 9,36 %         | 15             | 19           | +4               | +5                               |
|        | Mushozoku no Kai (無所属の会, „Versammlung der Unabhängigen“) | 652.138    | 1,07 %     | 5          | 151.345        | 0,25 %         | 0              | 5            | (+5)             | +1                               |
|        | Jiyū Rengō (自由連合, „Liberale Liga“)                        | 1.071.012  | 1,76 %     | 1          | 660.724        | 1,10 %         | 0              | 1            | (+1)             | ±0                               |
|        | Kaikaku Club (改革クラブ, „Reformklub“)                       | 203.736    | 0,33 %     | 0          | -              | -              | -              | 0            | (±0)             | −5                               |
|        | Sozialistische Partei                                         | -          | -          | -          | 99.565         | 0,17 %         | 0              | 0            | (±0)             | ±0                               |
|        | Unabhängige und Sonstige                                      | 3.014.014  | 4,95 %     | 15         | -              | -              | -              | 15           | (−153)           | +15                              |
| Summe  | Summe                                                         | 60.882.470 | 100 %      | 300        | 59.844.601     | 100 %          | 180            | 480          | −20              | −14 (6 Vakanzen)                 |

## Auswirkungen
Die Regierungskoalition aus LDP, Kōmeitō und Konservativer Partei erlitt deutliche Verluste, konnte aber eine Mehrheit im Shūgiin behaupten. Am 4. Juli wurde Mori in einer Sondersitzung des Parlaments mit 281 Stimmen als Premierminister bestätigt. Allerdings blieb seine Position in der Partei umstritten, im April 2001 wurde er von Jun’ichirō Koizumi als Parteivorsitzender und Premierminister abgelöst.
Die Demokratische Partei, die sich nach der Auflösung der Shinshintō 1998 neu gegründet hatte, wurde erstmals bei Shūgiin-Wahlen als zweitstärkste Kraft bestätigt. Die Sozialdemokraten konnten mit der populären Parteivorsitzenden Takako Doi nach den verheerenden Wahlergebnissen während ihrer Regierungsbeteiligung wieder Sitze hinzugewinnen, blieben aber erneut hinter den Kommunisten zurück. Die Liberale Partei von Ichirō Ozawa, die die Regierungskoalition erst im April 2000 verlassen hatte, gewann Stimmen hinzu und sah ihren Schritt bestätigt, während die von ihr abgespaltene Konservative Partei, die die Regierungszusammenarbeit fortsetzte, deutlich verlor.
Von den LDP-Verlusten wurde die Etō-Kamei-Faktion am stärksten getroffen, die von 53 auf 42 Sitze zurückfiel; die Mori-Faktion verlor nur drei Mandate und eroberte sogar den Status als zweitstärkste Faktion. Die Ex-Obuchi-Faktion gewann einen Sitz hinzu und verfügte nun über 57 Abgeordnete. Im November forderte Kōichi Katō, dessen Faktion, das Kōchikai, bei der Wahl ebenfalls starke Verluste erlitten hatte, einen parteiinternen Führungswechsel; in dieser „Katō-Rebellion“ konnte Mori aber den Parteivorsitz (und damit das Amt des Premierministers) verteidigen. Ergebnis war die Spaltung des Kōchikai. Die Mandatsgewinne der Demokratischen Partei fielen überwiegend an konservative und moderate Politiker, während ehemalige Sozialisten und Sozialdemokraten noch Sitze verloren.